# Liste der Monuments historiques in Saint-Benoist-sur-Mer
Die Liste der Monuments historiques in Saint-Benoist-sur-Mer führt die Monuments historiques in der französischen Gemeinde Saint-Benoist-sur-Mer auf.

## Liste der Bauwerke
| Bezeichnung      | Beschreibung              | Standort | Kennzeichnung | Schutzstatus | Datum | Bild           |
| ---------------- | ------------------------- | -------- | ------------- | ------------ | ----- | -------------- |
| Kirche St-Benoît | Erbaut im 13. Jahrhundert | (Lage)   | PA00110227    | Inscrit      | 1956  | weitere Bilder |